# Buczynowa Kopka

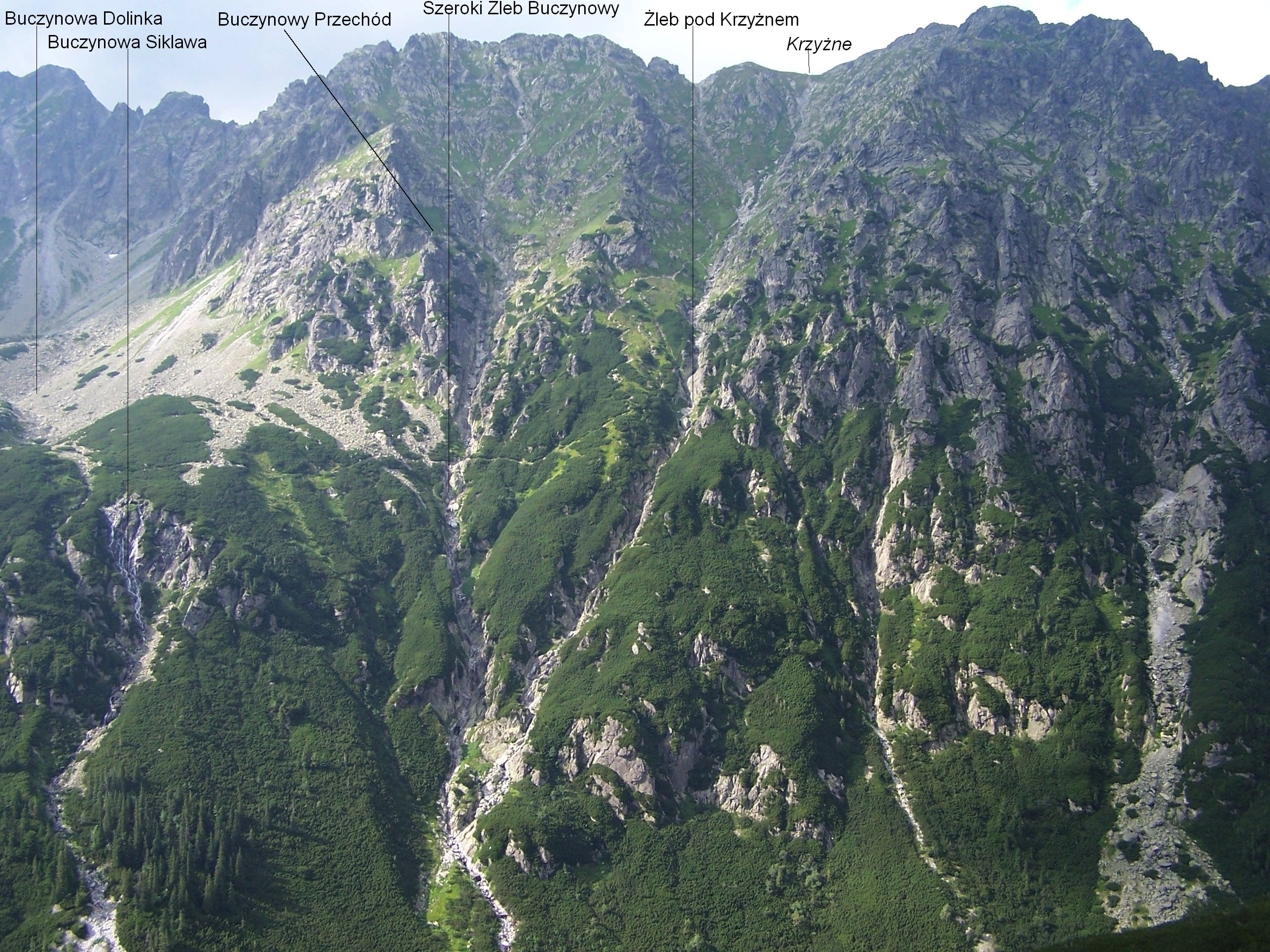
Buczynowa Kopka poniżej Buczynowego Przechodu

Buczynowa Kopka – skaliste wypiętrzenie w południowo-wschodniej grzędzie Małej Buczynowej Turni w polskich Tatrach Wysokich. Grzęda ta opada z północno-zachodniego wierzchołka na całej swojej długości tworząc orograficznie prawe zbocza Szerokiego Żlebu Buczynowego i dolną część zachodnich zboczy Dolinki Buczynowej. Buczynowa Kopka znajduje się w jej dolnej części, kilkanaście metrów na południowy wschód poniżej Buczynowego Przechodu (ok. 1958 m). Nazwę nadał jej Władysław Cywiński w 18 tomie przewodnika „Tatry”.
Buczynowa Kopka znajduje się poza szlakami turystycznymi, ma jednak znaczenie dla taterników, znajduje się bowiem w rejonie udostępnionym do wspinaczki skalnej. Prowadzą przez nią 2 drogi wspinaczkowe:
- Południowo-wschodnią grzędą; II stopień trudności w skali tatrzańskiej, czas przejścia 1 1/2 godz.,
- Przez żebro Buczynowej Kopki i górną część grzędy południowo-wschodniej; IV, 2 1/2 godz.[1]